# Clubul Sportiv Unirea Tărlungeni
Il Clubul Sportiv Unirea Tărlungeni, meglio conosciuto come Unirea Tărlungeni, è stata una società di calcio romena, con sede a Tărlungeni.

## Storia
La squadra venne fondato nel 1983. Dopo aver militato lungamente nelle divisioni inferiori romene fino alla vittoria del girone 6 della Liga III 2012-2013 che garantì al club transilvano l'accesso alla seconda serie. Il club militò per quattro anni nella serie cadetta romena, raggiungendo anche il quarto posto nel gruppo due della Liga II 2014-2015.
Al termine della Liga II 2016-2017 la squadra è fallita, ritirandosi dal campionato.